# Fase de classificació de la Copa d'Àfrica de Nacions 1974
Fase de classificació de la Copa d'Àfrica de Nacions de futbol de l'any 1974. República Democràtica del Congo classificat com a campió anterior. Egipte classificat com a organitzador.

## Ronda preliminar
| Equip 1                  | Global | Equip 2 | Anada | Tornada |
| ------------------------ | ------ | ------- | ----- | ------- |
| Somàlia                  | 2–5    | Uganda  | 2–0   | 0–5     |
| República Centreafricana | w/o    | Gabon   | —     | —       |
| Sierra Leone             | w/o    | Dahomey | —     | —       |

| Somàlia | 2–0 | Uganda |
| ------- | --- | ------ |
|         |     |        |

 Mogadishu
| Uganda | 5–0 | Somàlia |
| ------ | --- | ------- |
|        |     |         |

 Kampala
Uganda venç 5–2 en l'agregat.
| República Centreafricana | n/d | Gabon        |
| ------------------------ | --- | ------------ |
|                          |     | Abandonament |

República Centreafricana avançà a la següent fase, Gabon abandonà.
| Sierra Leone | n/d | Dahomey      |
| ------------ | --- | ------------ |
|              |     | Abandonament |

Sierra Leone avançà a la següent fase, Dahomey abandonà.

## Primera ronda
| Equip 1                  | Global      | Equip 2       | Anada | Tornada |
| ------------------------ | ----------- | ------------- | ----- | ------- |
| Sierra Leone             | 3–5         | Mali          | 1–1   | 2–4     |
| Ghana                    | 3–3 (5–3 p) | Senegal       | 3–2   | 0–1     |
| República Centreafricana | 5–6         | Costa d'Ivori | 4–2   | 1–5     |
| Etiòpia                  | 2–4         | Tanzània      | 2–1   | 0–3     |
| Lesotho                  | 1–5         | Maurici       | 0–0   | 1–5     |
| Sudan                    | 2–3         | Nigèria       | 1–1   | 1–2     |
| Alt Volta                | 1–9         | Zaire         | 0–5   | 1–4     |
| Uganda                   | 3–1         | Kenya         | 1–0   | 2–1     |
| Zàmbia                   | 4–3         | Madagascar    | 3–1   | 1–2     |
| Algèria                  | w/o         | Líbia         | —     | —       |
| Camerun                  | w/o         | Níger         | —     | —       |
| Guinea                   | w/o         | Togo          | —     | —       |

| Sierra Leone | 1–1 | Mali       |
| ------------ | --- | ---------- |
| Gol          |     | Bocoum 39' |

 Freetown
| Mali | 4–2 | Sierra Leone |
| ---- | --- | ------------ |
|      |     |              |

 Stade Mamadou Konaté, Bamako
Mali guanyà 5–3 en l'agregat.
| Ghana | 3–2 | Senegal |
| ----- | --- | ------- |
|       |     |         |

 Accra
| Senegal         | 1–0 | Ghana |
| --------------- | --- | ----- |
|                 |     |       |
| Tanda de penals |     |       |
|                 | 3–5 |       |

 Dakar
Ghana guanyà 5–3 en els penals després de 3–3 en l'agregat.
| República Centreafricana | 4–2 | Costa d'Ivori |
| ------------------------ | --- | ------------- |
|                          |     |               |

 Bangui
| Costa d'Ivori | 2–1 Abandonat | República Centreafricana |
| ------------- | ------------- | ------------------------ |
|               |               |                          |

 Abidjan
| Costa d'Ivori | 5–1 | República Centreafricana |
| ------------- | --- | ------------------------ |
|               |     |                          |

 Lagos
Costa d'Ivori guanyà 6-5 en l'agregat.
| Etiòpia | 2–1 | Tanzània |
| ------- | --- | -------- |
|         |     |          |

 Addis Ababa
| Tanzània | 3–0 | Etiòpia |
| -------- | --- | ------- |
|          |     |         |

 Dar es Salaam
Tanzània guanyà 4–2 en l'agregat.
| Lesotho | 0–0 | Maurici |
| ------- | --- | ------- |
|         |     |         |

 Maseru
| Maurici | 5–1 | Lesotho |
| ------- | --- | ------- |
|         |     |         |

 Port Louis
Maurici guanyà 5–1 en l'agregat.
| Sudan | 1–1 | Nigèria |
| ----- | --- | ------- |
|       |     |         |

 Khartoum
| Nigèria | 2–1 | Sudan |
| ------- | --- | ----- |
|         |     |       |

 Lagos
Nigèria guanyà 3–2 en l'agregat.
| Alt Volta | 0–5 | Zaire |
| --------- | --- | ----- |
|           |     |       |

 Ouagadougou
| Zaire | 4–1 | Alt Volta |
| ----- | --- | --------- |
|       |     |           |

 Kinshasa
Zaire guanyà 9–1 en l'agregat.
| Uganda    | 1–0 | Kenya |
| --------- | --- | ----- |
| Mukasa 3' |     |       |

 Nakivubo Stadium, Kampala
| Kenya        | 1–2 | Uganda                           |
| ------------ | --- | -------------------------------- |
| Chitechi 20' |     | Mukasa 30' · Semwanga 50' (pen.) |

 Nairobi City Stadium, Nairobi
Uganda guanyà 3–1 en l'agregat.
| Zàmbia                       | 3–1 | Madagascar |
| ---------------------------- | --- | ---------- |
| Mugala 4', 58' · Chitalu 65' |     | Gol        |

 Dag Hammarskjöld Stadium, Ndola
| Madagascar | 2–1 | Zàmbia      |
| ---------- | --- | ----------- |
| Gol · Gol  |     | Chitalu 43' |

 Antananarivo
Zàmbia guanyà 4–3 en l'agregat.
| Algèria | n/d | Líbia        |
| ------- | --- | ------------ |
|         |     | Abandonament |

Algèria avançà a la següent fase, Líbia abandonà.
| Camerun | n/d | Níger        |
| ------- | --- | ------------ |
|         |     | Abandonament |

Camerun avançà a la següent fase, Níger abandonà.
| Guinea | n/d | Togo         |
| ------ | --- | ------------ |
|        |     | Abandonament |

Guinea avançà a la següent fase, Togo abandonà.

## Segona ronda
| Equip 1  | Global      | Equip 2       | Anada | Tornada |
| -------- | ----------- | ------------- | ----- | ------- |
| Camerun  | 2–3         | Zaire         | 2–1   | 0–2     |
| Mali     | 3–3 (6–7 p) | Guinea        | 2–2   | 1–1     |
| Uganda   | 3–2         | Algèria       | 2–1   | 1–1     |
| Tanzània | 1–1 (3–4 p) | Maurici       | 1–1   | 0–0     |
| Ghana    | 0–4         | Costa d'Ivori | 0–3   | 0–1     |
| Zàmbia   | 7–4         | Nigèria       | 5–1   | 2–3     |

| Camerun | 2–1 | Zaire |
| ------- | --- | ----- |
|         |     |       |

 Yaoundé
| Zaire | 2–0 | Camerun |
| ----- | --- | ------- |
|       |     |         |

 Kinshasa
Zaire guanyà 3–2 en l'agregat.
| Mali | 2–2 | Guinea |
| ---- | --- | ------ |
|      |     |        |

 Stade Mamadou Konaté, Bamako
| Guinea          | 1–1 | Mali |
| --------------- | --- | ---- |
|                 |     |      |
| Tanda de penals |     |      |
|                 | 7–6 |      |

 Conakry
Guinea guanyà 7–6 en els penals després de 3–3 en l'agregat.
| Uganda        | 2–1 | Algèria    |
| ------------- | --- | ---------- |
| Mukasa · Obua |     | Gamouh 33' |

| Algèria           | 1–1 | Uganda   |
| ----------------- | --- | -------- |
| Hadefi 52' (pen.) |     | Ouma 66' |

Uganda guanyà 3–2 en l'agregat.
| Tanzània | 1–1 | Maurici |
| -------- | --- | ------- |
|          |     |         |

 Dar es Salaam
| Maurici         | 0–0 | Tanzània |
| --------------- | --- | -------- |
|                 |     |          |
| Tanda de penals |     |          |
|                 | 4–3 |          |

 Port Louis
Maurici guanyà 4–3 en els penals després de 1–1 en l'agregat.
| Ghana | 0–3 | Costa d'Ivori |
| ----- | --- | ------------- |
|       |     | Pokou · ? · ? |

 Accra
| Costa d'Ivori | 1–0 | Ghana |
| ------------- | --- | ----- |
|               |     |       |

 Abidjan
Costa d'Ivori guanyà 4–0 en l'agregat.
| Zàmbia                                                   | 5–1 | Nigèria      |
| -------------------------------------------------------- | --- | ------------ |
| Chanda 31' · Kaushi 58', 70' · Sinyangwe 60', 75' (pen.) |     | Iziebige 20' |

| Nigèria         | 3–2 | Zàmbia          |
| --------------- | --- | --------------- |
| Gol · Gol · Gol |     | Kaushi · Chanda |

 Lagos
Zàmbia guanyà 7–4 en l'agregat.

## Equips classificats
- Congo (campió vigent)
- Egipte (seu)
- Guinea
- Costa d'Ivori
- Maurici
- Uganda
- Zaire
- Zàmbia